# Държавно устройство на Мексико
Държавното устройство на Мексико е организирано и функционира върху конституционно разделение на властите и върху принципите за демократичност, представителност и върховенство на закона. Мексико е независима, правова и демократична държава с президентска форма на управление. Според действащата от 1917 г. Конституция, Мексико представлява неделим съюз на 31 щати и един федерален окръг – столицата Мексико. Официален език в страната е испанският.

## Президент
Държавен глава и ръководител на правителството на Мексико е „Президентът на Съединените мексикански щати“. Президентът на Мексико се избира за срок от 6 години без право на повторно преизбиране. В Мексико длъжността вицепрезидент не съществува и президентът се явява сам в една изборна листа, като за избран се счита кандидатът, събрал обикновено мнозинство от действително подадените на гласове, поради което балотажен вот не се провежда. Предоставена му е законодателна инициатива. Чрез дадените му права президентът има възможност да реализира намеса във вътрешните дела на отделните щати.
Като държавен глава президентът на Мексико е главнокомандващ въоръжените сили на страната, представлява Мексико в чужбина и има право на законодателна инициатива пред законодателното тяло на Мексико. Според Конституцията президентът подписва и обнародва законите, приети от законодателя, и издава декрети за влизането им в сила. Освен това може да свиква извънредни сесии на законодателнителното тяло.

## Законодателна власт
Законодателната власт в Мексико се упражнява от двукамарно законодателно събрание, което се нарича Главен конгрес или още Конгрес на Съюза. Конгресът се състои от две камари – Камара на депутатите и Сенат. Членовете на Камарата на депутатите се наричат депутати, а членовете на Сената – сенатори. Конституцията на страната забранява членовете на Конгреса да заемат други длъжности в изпълнителната или съдебната власт, както и длъжности във въоръжените сили на страната. Конгресмените имат съдебен имунитет и не могат да бъдат подвеждани под отговорност за своите изказвания по време на мандата си.
Камарата на депутатите в Кконгреса се състои от 500 депутатити, които се избират пряко от населението на всички щати и федералния окръг за срок от 3 години. Изборите за Камара на депутатите в Мексико се провеждат по усложнена – смесена система.
Сенатът на Мексико се състои от 128 членове – по трима сенатори от всеки щат и федералния окръг, избирани пряко от населението за срок от 6 години.
Конгресът на Мексико приема законите на страната, извършва одит на публичните разходи, подпомаган от Главната одиторска служба (Сметна палата), гласува бюджета, определя данъците, таксите, създава и закрива нови административни служби на Федерацията, определя заплащането на държавните служители, увеличава и намалява числеността на мексиканските въоръжени сили, извършва промени в тяхната структура. Законодателна инициатитива пред Конгреса на Мексико имат президентът на Мексико, сенаторите и депутатите от Конгреса, като и Законодателните събрания на отделните щати.

### Контрол за конституционност
В Мексико контролът за конституционност на актове на федералните органи – Конгресът и президентът, се осъществява от Върховния съд, който се състои от 21 съдии („министри“), които се назначават от президента на Мексико след одобрението им от Конгреса. Върховният съд в Мексико тълкува Конституцията и законите на страната и разрешава спорове за компетентност между централните органи на управление.

## Изпълнителна власт

### Правителство
Правителството на Мексико се състои от президента на страната и оглавявания от него Изпълнителен кабинет. Членовете на Изпълнителния кабинет на Мексико се наричат държавни секретари. Настоящият кабинет на Мексико се състои от държавните секретари, които ръководят отделни департаменти (секретариати), и още няколко лица със статут на членове на кабинета – шефът на охраната на президента, председателят на съвета за културата и изкуствата, началникът на канцеларията на президента, директорът на системата за социално развитие, председателят на националната спортна комисия, комисарят по жилищното настаняване, директорът на Националния социалноосигурителен институт, директорът на Института за държавни служители, директорът на Федералната електрическа комисия, говорителят на президента, комисарят за индианците и др.

### Министри и министерства
Министерствата в Мексико се наричат държавни секретариати, а ръководителите им, които са членове на кабинета, се наричат държавни секретари, също както и членовете на кабинета в САЩ. Държавните секретари на Мексико се назначават и уволняват от президента на Мексико в качеството му на глава на изпълнителната власт. Държавните секретари в Мексико са длъжни в началото на всяка нова парламентарна сесия да изнасят пред Конгреса доклади за дейността и постиженията на ръководените от тях ведомства.

## Съдебна власт
Като цяло правната система на Мексико се отнася към романо-германското правно семейство. Основен правен източник на мексиканското право е Конституцията от 1917 г. – първата конституция в Латинска Америка. Тя обаче не се отличава с изключителна стабилност,като от момента на приемането ѝ в нея са направени няколкостотин поправки.
През 90-те години на 20 век се хармонизира търговското законодателство на Мексико, САЩ и Канада, интеграцията между които става все по-силна.

## Териториални органи на държавата

### Щати
Съединените мексикански щати са федеративни държави – съюз между свободни и независими щати и федерален окръг. Отделните щати се различават по територия и брой на населението. Всеки щат в Мексико се управлява по собствена конституция, която не може да противоречи на Конституцията на федералната държава. Устройството на отделните щати в Мексико се основава на принципа на разделение на властите.
Органи на изпълнителната власт на щатско ниво в Мексико са губернаторите и назначаваните от тях кабинети, а законодателната власт се упражнява от самостоятелни еднокамарни законодателни събрания, които се наричат щатски конгреси. Губернаторите и щатските конгреси в Мексико се избират пряко от населението на всеки щат за срок от 6 години на принципа, по който се избира и президентът на страната. Членовете на щатските конгреси се избират за срок от 3 години без право на повторно избиране, като минималният брой на депутатите варира между 7 и 11 в зависимост от броя на населението на щата. Изборите за щатски депутати се провеждат по пропорционалната избирателна система. Щатите в Мексико обаче имат по-малка автономия в законодателно отношение от отделните щати в САЩ, тъй като издаването на закони от областта на криминалното, наказателното, гражданското и процесуалното право е от компетенциите на Федеративната държава.

### Федерален окръг
В Мексико столицата на държавата има самостоятелен статут в рамките на Федерацията – столицата представлява самостоятелна административна единица, която се нарича федерален окръг. Федералният окръг на Мексико не влиза в границите на нито един от щатите, които сътавляват съответната федерация. Конституцията разглежда федералния окръг като самостоятелни части на федерацията, която притежава представители в Мексиканския конгрес. Освен това федералният окръг в Мексико притежава самостоятелна администрация, която се отличава от администрацията на останалите щати. Органи на местното управление и самоуправление във федералния окръг на Мексико са губернаторът на федералния окръг и еднокамерното законодателно събрание (асамблея). Федералният окръг Мексико е разделен на 16 по-малки административни единици – т.нар. райони, които притежават относителна административна самостоятелност и чиято администрация се избира от жителите на района.
Конституцията на Мексико предвижда възможността за създаване на територии със специален статут – т.нар. федерални територии, чието управление е пряко подчинено на властта на Федералната държава, което ще рече, че органите на управление в тези територии се назначават от изпълнителната власт на страната.

## Местна власт
Общините в Мексико (municipios) са самостоятелни административни единици, на които се делят щатите на съюза. Гражданите на всяка община в Мексико избират т.нар. кмет или по-точно общински председател (presidente municipal), чийто мандат е 3 години. Кметовете в Мексико не могат да бъдат преизбирани за манадат, прякоследващ мандата, през който са заемали съответната длъжност. Кметовете в Мексико стоят начело на общинския съвет (ayuntamiento), който се състои от председател на съвета (cabildo), един „синдик“ (síndico) и няколко общински съветници (regidores). Когато общината обхваща няколко града, един от тях се избира за седалище на общината, а другите градове избират свои представители в т.нар. спомагателен съвет (junta auxiliar). Актовете на кмета на общината могат да бъдат оспорени по административен и съдебен ред в законово определен срок. В Мексико контролът върху дейността на кмета се осъществява от общински съд, който е специализиран орган, произнасящ се по законосъобразността на общинските актове.